# Halberstädter Straße 162

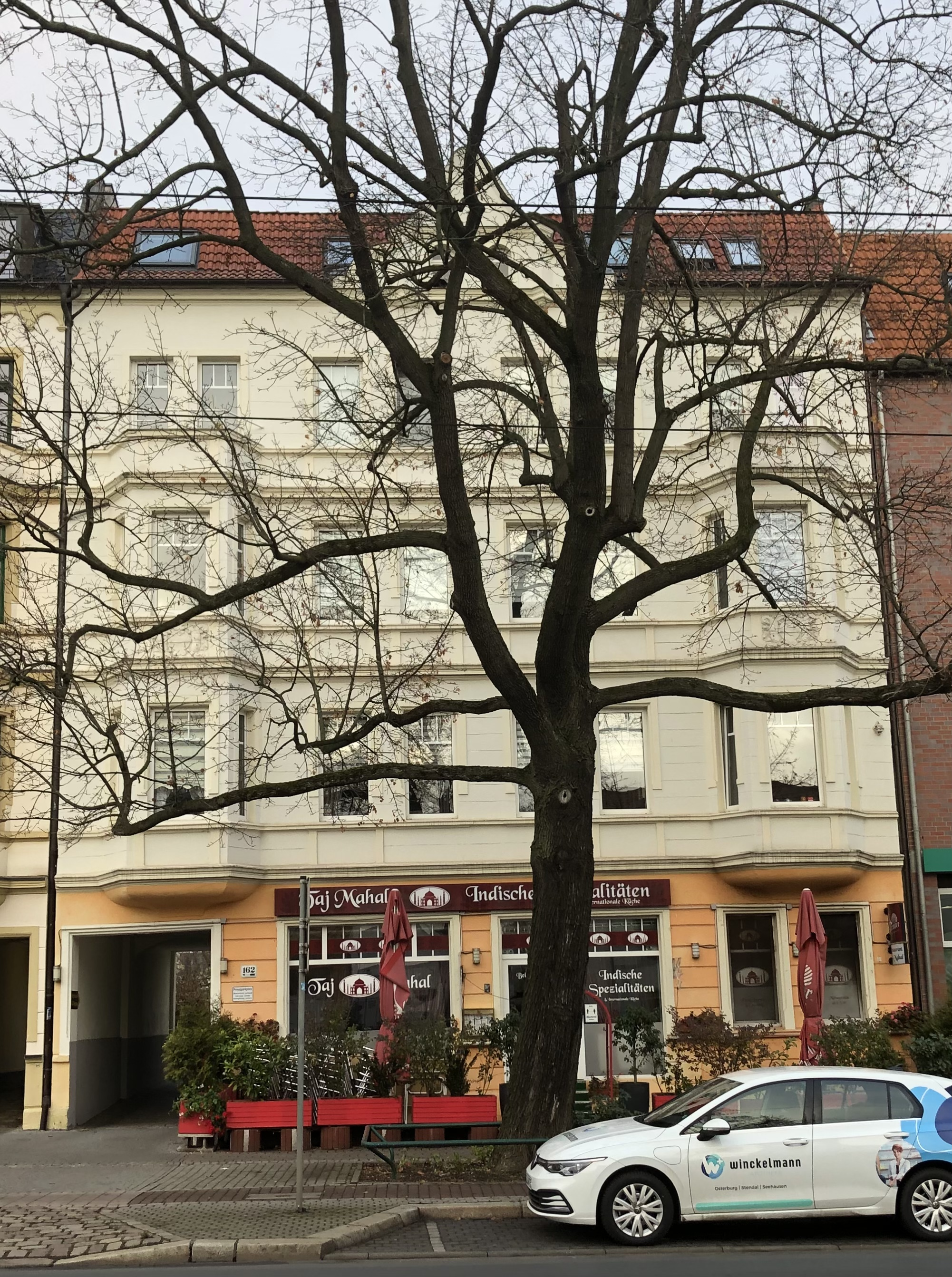
Wohnhaus Halberstädter Straße 162 im Jahr 2021

Das Gebäude Halberstädter Straße 162 ist ein denkmalgeschütztes Wohnhaus in Magdeburg in Sachsen-Anhalt.

## Lage
Es befindet sich auf der Nordseite der Halberstädter Straße im Magdeburger Stadtteil Sudenburg. Westlich grenzt das gleichfalls denkmalgeschützte, ähnlich gestaltete Haus Halberstädter Straße 164 an.

## Architektur und Geschichte
Das viergeschossige Wohnhaus entstand im Jahr 1904. In diesem Jahr beantragte der aus Groß Ottersleben stammende Ewald Mohs eine Baugenehmigung für das Grundstück. Das Gebiet gehörte damit zu den letzten Grundstücken an der Halberstädter Straße die bebaut wurden. Die achtachsige Fassade des verputzten Vorderhauses wurde dabei in Formen des Jugendstils gestaltet. Vor den beiden äußeren Achsen auf jeder Seite wurde im ersten und zweiten Obergeschoss ein polygonaler Erker angeordnet. Mittig wird die Fassade von einem geschweiften Giebel bekrönt.
Auf der Rückseite des Vorderhauses entstand ein heute nicht mehr erhaltenes Hinterhaus. Auf einer Grundstückstiefe von insgesamt 82 Metern entstanden weitere Bauten. Rückseitig des Hinterhauses befand sich ein Hof, dahinter ein Stall, dann wieder ein Hof, gefolgt von einem weiteren Stall hinter dem sich ein Garten befand.
Im Erdgeschoss des Vorderhauses wurden zwei Ladengeschäfte untergebracht. Im Laufe der Zeit bestand unter anderem eine Nutzung als Friseur und als Materialwarengeschäft. In den oberen Geschossen befanden sich jeweils zwei Wohnungen, mit jeweils zwei Vorderzimmern, einem Hinterzimmer, Küche und einer Toilette, die bereits bauzeitlich mit Wasserspülung ausgestattet war. Das Hinterhaus hatte in jeder Etage drei Wohnungen, bestehend aus Stube, Kammer und Küche.
Im örtlichen Denkmalverzeichnis ist das Wohnhaus unter der Erfassungsnummer 094 81999 als Baudenkmal verzeichnet.
Das Gebäude gilt als Teil des gründerzeitlichen Straßenzugs als städtebaulich bedeutend.